# Gerdius octonarius
Gerdius octonarius är en stekelart som först beskrevs av Morley 1916.  Gerdius octonarius ingår i släktet Gerdius och familjen brokparasitsteklar. Inga underarter finns listade i Catalogue of Life.